# 豚アデノウイルス病
豚アデノウイルス病（ぶたアデノウイルスびょう、英: porcine adenovirus infection）とは豚アデノウイルス(Porcine Adenovirus)感染を原因とする感染症。豚アデノウイルスはアデノウイルス科に属するDNAウイルスであり、A、B、Cの3種に分類され、豚、猪を宿主とする。子豚で発症しやすく、成豚では不顕性感染が多い。発症動物は呼吸器症状などを示す。